# Полномочный представитель президента Российской Федерации в государствах — участниках СНГ
Должность полномочного представителя Президента Российской Федерации в государствах-участниках Содружества Независимых Государств введена в составе Администрации Президента Российской Федерации Указом Президента от 14 мая 1998 г. № 553 (установлено, что полномочный представитель приравнивается по статусу к Заместителю Председателя Правительства Российской Федерации).
Этим же Указом полномочным представителем Президента Российской Федерации в государствах-участниках Содружества Независимых Государств назначен Рыбкин Иван Петрович, освобожден от этой должности Указом Президента от 29 января 2000 г. № 124, но по Указу Президента от 29 января 2000 г. № 125 впредь до вступления в должность вновь избранного Президента исполнял обязанности полномочного представителя Президента Российской Федерации в государствах-участниках Содружества Независимых Государств.
Положение о полномочном представителе Президента Российской Федерации в государствах-участниках Содружества Независимых Государств утверждено Указом Президента от 9 июля 1998 г. № 812.
Указы о введении должности и утверждении Положения признаны утратившими силу Указом Президента от 28 июня 2000 г. № 1195.
Указом Президента от 28 июня 2000 г. № 1195 первый заместитель Министра иностранных дел Российской Федерации Трубников Вячеслав Иванович назначен специальным представителем Президента Российской Федерации в государствах-участниках Содружества Независимых Государств.